# Теория на зависимостта
Теорията на зависимостта е идеята, че ресурсите се движат от "периферия", състояща се от бедните и слабо развити държави към "ядро" от богати държави, обогатявайки последните за сметка на първите. Централното твърдение на Теорията на зависимостта е, че бедните държави са бедни, а богатите са богати заради начина, по който бедните са интегрирани в световната търговска система. Тази теория е разработена в края на 1960-те години след Втората световна война от икономисти, търсещи причината за липсата на развитие в Латинска Америка.
Тази теория възниква като отговор на по-ранната Теория за модернизацията, според която развитието на всички общества минава през сходни етапи и че днешните неразвити държави са следователно в подобна ситуация на тази на развитите държави в някакъв момент в миналото. Следователно задачата да се помогне на неразвитите региони да се измъкнат от бедността е те да бъдат ускорени по този предполагаем общ път на развитие, чрез разнообразни средства като  инвестиции, трансфер на технологии и по-близка интеграция в световната търговска система. Теорията на зависимостта отхвърля тази гледна точка, като твърди, че неразвитите страни не са просто по-бедни версии на развитите, а имат уникални характеристики и структури присъщи на тях и което е най-важно - се намират в ситуацията на перманентно по-слаби членове в световната търговска система.

## Основи
Предпоставките на Теорията на зависимостта са следните:
1. Бедните нации предоставят природни ресурси, евтин труд, изкупуват остарели технологии и са пазари за стоките на развитите нации, без които последните не могат да поддържат високия си жизнен стандарт.
2. Богатите нации активно поддържат състоянието на зависимост по разнообразни начини, които могат да бъдат многопластовови и да включват икономически мерки, контрол над медиите, политиката, банките и финансите, образованието, културата и спорта.